# Алдо шуз
Алдо шуз (енг. Aldo Shoes) је произвођач обуће, основан 1972. у Монтреалу, Канада. 1993. године Алдо започиње са малопродајом и на америчком тржишту, отварајући 125 продавница у наредних девет година.
Алдо је у Србији отворена крајем септембра 2008. у Београду а убрзо након тога отворена је и још једна продавница у Новом Саду. Понуда Алда обухвата обућу и аксесоаре.